# Тарасівка (притока Багатої)
Тара́сівка — річка в Україні, в Берестинському районі Харківської області. Ліва притока Багатої (басейн Дніпра).

## Опис
Довжина річки приблизно 11 км. Формується з декількох безіменних струмків та водойм. Площа басейну 26,7 км².

## Розташування
Тарасівка бере початок на південно-західній стороні від села Калюжине в урочищі Тарасівка. Тече на південний захід і в селі Бессарабівка впадає у річку Багату, праву притоку Орелі.